# Starlight Media
Starlight Media — украинская медиагруппа, принадлежит украинскому миллиардеру Виктору Пинчуку. 

## Активы
Включает 14 телеканалов: ICTV, ICTV2, ICTV Сериалы, СТБ, Новый канал, ОЦЕ ТВ, Super+, Твой сериал, Твое кино Хит, Твое кино Action, Твое кино Relax, Супермама, М1 и М2. Телеканалы производят развлекательный и информационный контенты; газета «Факты и комментарии», производит универсальный контент; входящие в медиагруппу сейл-хаусы StarLight Sales, StarLight Brand Content и StarLight Digital Sales отвечают за рекламный продукт.
Согласно результатам пиплометрического исследования GfK Ukraine, доля группы в 2013 году составила 30,17 %, в 2014 году — 27,85 % телесмотрения страны по аудитории люди 14-49 лет, проживающие в городах с населением 50 тыс+, в 2015 году — 27,33 %.
В 2013 году группа открыла направление wGRP инвестирования, когда группа инвестирует свой видеоинвентарь в компанию-партнёра и получает возврат инвестиций с роста продаж вследствие рекламы. В 2014 году группа реализовала около 10 партнёрств по этой схеме, в том числе с фармпроизводителем «Омнифарма» и с FMCG-производителем «Карпатские минеральные воды».
С июня 2014 года медиагруппа StarLightMedia запускает единый национальный «Добрый знак», которым будут маркироваться качественные продукты, продающиеся на Украине. Эта акция стала продолжением 2-летней деятельности телепроекта СТБ «Все буде добре» по оценке качества товаров для рубрики о потребительском выборе. Продукты будут проходить тестирование двумя авторитетными европейскими оценщиками качества — мировой аудиторский концерн TUV Rheinland (500 представительств в 61 стране мира) и
арбитражной лабораторией Food Alliance (Польша, Германия, Великобритания).
В 2015 году основано подразделение StarLight Entertainement, которое занимается созданием зон развлечений. Первые проекты — «Зимняя страна» и «Вартові мрій».

## Состав медиагруппы

### Телеканалы
В группу StarLightMedia входят четырнадцать телеканалов: ICTV, ICTV2, ICTV Сериалы, СТБ, Новый канал, ОЦЕ ТВ, Super+, Твой сериал, Твое кино Хит, Твое кино Action, Твое кино Relax, Супермама, М1 и М2.

### Сейлз-хаузы
В составе медиагруппы работают три сейлз-хауза.
StarLight Sales реализует прямую рекламу.
StarLight Brand Content реализует непрямую рекламу (спонсорство, продакт-плейсмент).
StarLight Digital Sales — цифровой сейлз-хауз, который продаёт рекламные возможности онлайн-ресурсов группы StarLightMedia и других площадок.

#### Продакшн-компании
StarLight Commercial Production создаёт аудиовизуальные материалы для коммерческих брендов, интеграции брендов в телешоу и снимает прямую рекламу.
StarLight Films создаёт телефильмы, сериалы, документалистику, музыкальные клипы. В марте 2014 года в эфир телеканала СТБ вышел снятый StarLight Films сериал «Скорая помощь», адаптация оригинального американского телесериала Скорая помощь.
Vavёrka Production — компания по производству ситкомов и продуктов в других комедийных телевизионных жанрах. В 2014 году выпустили сериал-скетчком «Коли ми вдома»

#### Другие направления бизнеса
StarLight Rental сдаёт в аренду оборудование для телепроизодства.
StarLight Scenery разрабатывает и производит декорации, сцены и реквизит для съемок.
StarLight Digital — компания по производству, развитию и монетизации онлайн-ресурсов.
StarLight Entertainment занимается созданием зон развлечений.

## Руководство
Руководителем группы StarLightMedia с 2009 до 2012 года был руководитель телеканала ICTV Александр Богуцкий. В мае 2012 года его сменил руководитель телеканала СТБ Владимир Бородянский. Глава наблюдательного совета группы StarLightMedia — Елена Пинчук.

## Общественная деятельность
В 2013 году вместе с тремя другими крупнейшими медиагруппами Украины стала инициатором проекта «Чистое небо», направленного на развитие легального видеоконтента в интернете. За 2014 группой найдено 220’000 нелегальных копий видеоконтента группы, 83 % из них удалены. 35 сайтов перестали размещать пиратские копии видео группы, 30 из них стали партнерами её видеосети.
В сентябре 2014 года запустили социальный проект «Своё тепло», цель которого — повысить энергоэффективность населения Украины.
В 2014 году запустила внеэфирный проект «Добрый знак» — независимую систему контроля качества и безопасности продуктов питания на Украине по европейским стандартам.
С 2014 является членом Федерации работодателей медийной отрасли Украины, представляющей интересы владельцев кино- и телерадиокомпаний, издательских, рекламных, звукозаписывающих компаний, информационных агентств и компаний, обеспечивающих деятельность информационных WEB-порталов.
В 2015 году группа стала одним из основателей инициативы #КіноКраїна.